# Abdij van Melk
De Abdij van Melk (Duits: Stift Melk) is een benedictijnenabdij in Neder-Oostenrijk bij de stad Melk aan de Donau. De huidige abt van het stift is Georg Wilfinger. De abdij werd ontworpen door Jakob Prandtauer.

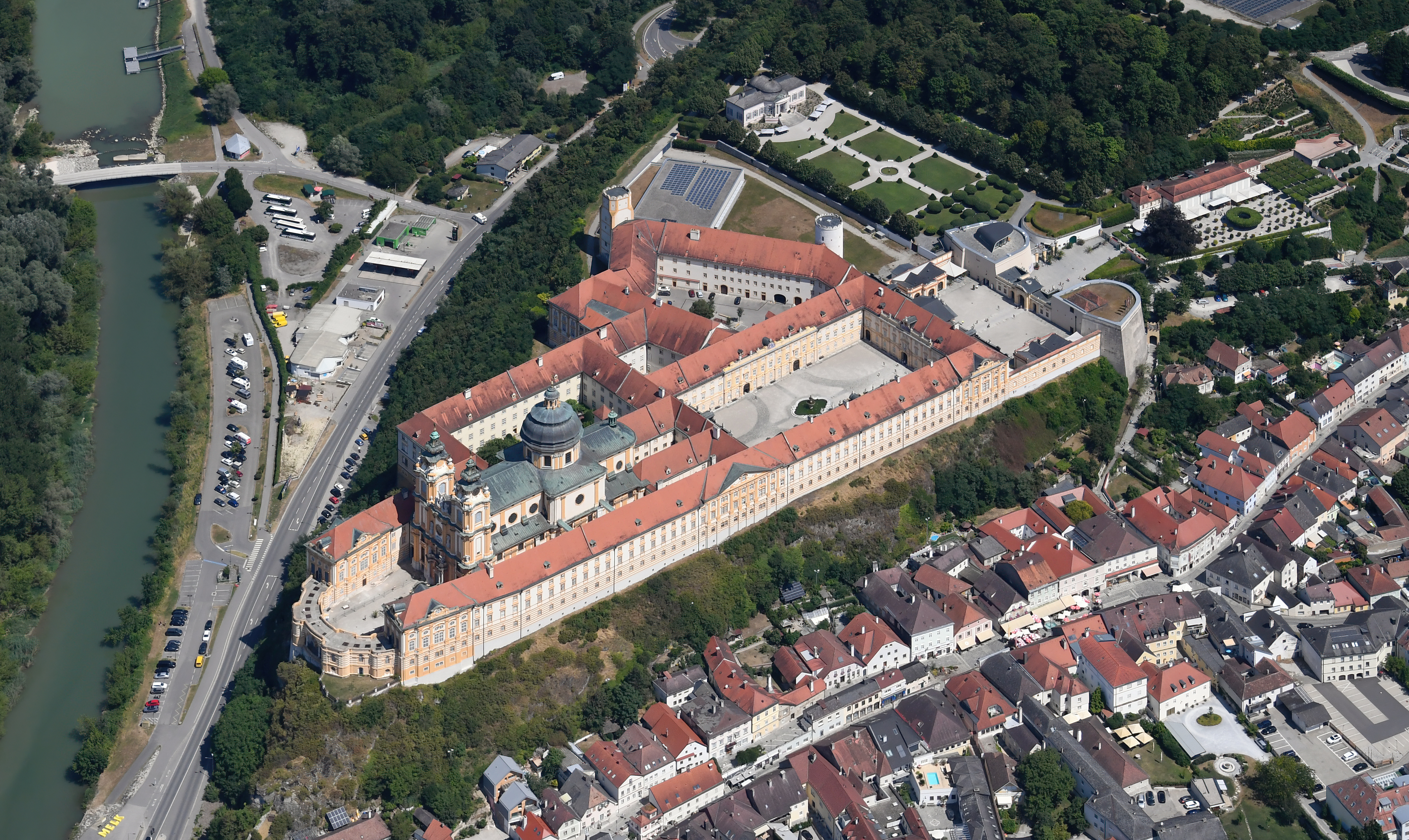
Luchtopname vanuit het zuidwesten gezien

## Geschiedenis
De benedictijnse abdij van Melk werd in 1089 gesticht in een kasteel, dat markgraaf Leopold II aan de Benedictijnen geschonken had.
De rots waarop de abdij staat, met uitzicht op de Donau, was waarschijnlijk al in de Romeinse tijd bewoond. In de tiende eeuw stond er een kasteel van een Beierse graaf.
Er zijn weinig betrouwbare bronnen over de vroege tijd van de Babenbergse markgraven en de stichting van het klooster. Een kroniek uit 1170 die door een monnik uit Melk geschreven werd voor de zoon en opvolger van hertog Hendrik II ("Breve chronicum Austrie Mellicense") geeft wel een aantal details en verwijzingen, maar deze werden meestal als sagen afgedaan. In de jaren zeventig van de twintigste eeuw werden de graven van de Babenbergers geopend en met de moderne wetenschap onderzocht. Dat heeft aangetoond dat de bovengenoemde kroniek ten minste op een aantal punten wel klopt. Volgens deze kroniek werd het kasteel de Eisenburg op de rots van Melk, die door de machtige Sizo gehouden werd, door de eerste Babenbergse markgraaf Leopold (936-994) veroverd.
Melk werd aan het begin van de 11e eeuw de residentie en het machtscentrum van de markgraven van het (later zo genoemde) huis Babenberg in het markgraafschap Oostenrijk. Het was toen een grensgebied. De Babenbergers lieten op de rots van Melk een nieuw kasteel bouwen. Het kasteel bestond uit een versterking met een vorstelijk woonhuis voor de markgraaf, een kerk, een huis voor kanunniken en een aantal bijgebouwen. Een aantal Babenbergse markgraven, van Hendrik I tot en met mogelijk Leopold II, werd samen met enkele familieleden in deze kerk begraven. In 1014 werd ook het gebeente van de heilige Coloman in de kerk bijgezet, waardoor Melk een bedevaartsoord werd. Leopold II verplaatste zijn residentie naar Gars am Kamp. Het kasteel op de rots van Melk verloor door nieuwe centra in het noorden en het oosten van het land zijn strategische betekenis. 
Melk bood onderdak aan bisschop Altmann van Passau die uit Passau had moeten vluchten wegens een conflict met de Duitse keizer, de Investituursstrijd. Markgraaf Leopold II (1050-1095) maakte van het kasteel een klooster. Altmann van Passau en de vrouw van Leopold II zouden voor deze beslissing hebben gepleit.
In 1089 trokken elf benedictijnse monniken uit het moederklooster Lambach samen met hun abt Sigibold in het klooster en startten op 21 maart 1089, de feestdag van Benedictus, met de eredienst. Omdat het klooster door de markgraaf gesticht was, viel het niet meer onder de bisschop van Passau, maar direct onder de paus. De paus Paschalis II, en later de pausen Calixtus II en Innocentius II, bevestigden schriftelijk hun speciale bescherming van het klooster. Deze brieven zijn nog in het bezit van het klooster.
De abdij behield een zekere zelfstandigheid tegenover de markgraven. Leopold III (1073-1136) deed diverse schenkingen aan het klooster. Zo schonk hij voor 1108 de parochie Wullersdorf aan het klooster, met twee derde van het tienderecht.
Op 14 augustus 1297 brandde het klooster, de bijgebouwen en de bibliotheek af. Veel kunstschatten en handschriften gingen verloren. De bibliotheek van Melk heeft wel nog negentig handschriften uit de twaalfde en dertiende eeuw. Begin veertiende eeuw werd het klooster herbouwd.
Bij het begin van de 16e eeuw werden de bezittingen van de abdij in de omgeving van Wenen vernield in de oorlogen met de Ottomaanse Turken.
In de 16e eeuw was de abdij het voorbeeld voor een kloosterreformatie, de Melker Reform, die een grote invloed op het monastieke leven in Oostenrijk en Zuid-Duitsland had.
In 1683 tijdens de tweede Ottomaanse invasie werd de omgeving van Melk door Turken geplunderd. De abdij zelf werd als Oostenrijkse vesting ingericht, versterkt met soldaten, die soms een uitval deden. Een groter verlies voor de abdij waren de plunderingen van de Turkse legermacht  rondom Wenen dat belegerd werd. Ook moest het klooster bijna zijn hele vermogen aan de Oostenrijkse regering afstaan en kunstschatten verkopen voor de bekostiging van de oorlog tegen de Turkse invasie. Een deel werd echter verstopt, zodat toch een aantal oude kunstschatten bewaard is gebleven.
In de 17e eeuw herwon de abdij haar economische zelfstandigheid. Er kwam een kloosterreformatie, de tweede Melker Reform. Veel kloosters kregen een abt uit Melk, zoals klooster Seitenstetten. De abdij werd een centrum van de contrareformatie.
In 1701 werd besloten om de kerk en de abdij in barokstijl te herbouwen. In 1702 werd er begonnen met de bouw van de imposante barokke kerk en nieuwe kloostergebouwen. De grote architect van de Oostenrijkse barok Jakob Prandtauer had de leiding over de bouw tot aan zijn dood in 1726. In 1736 waren de werkzaamheden klaar. Niet lang daarna, in 1738, was er een grote brand. In 1746 was de abdij weer herbouwd.
De abdij is een van de markante punten binnen het cultuurlandschap Wachau dat op de werelderfgoedlijst van UNESCO staat. Aan de abdij is een school verbonden.

## Galerij

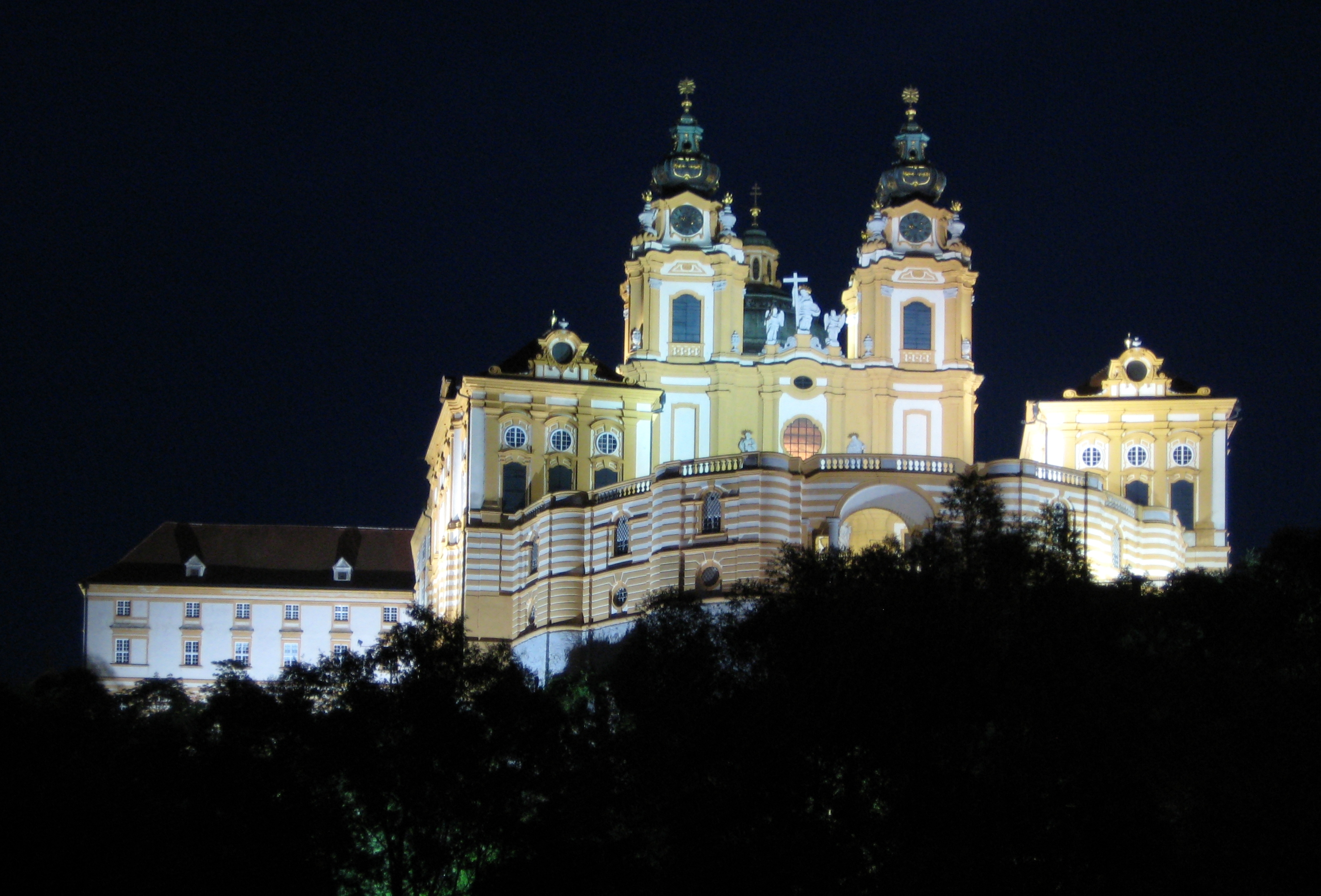
Abdij van Melk bij nacht
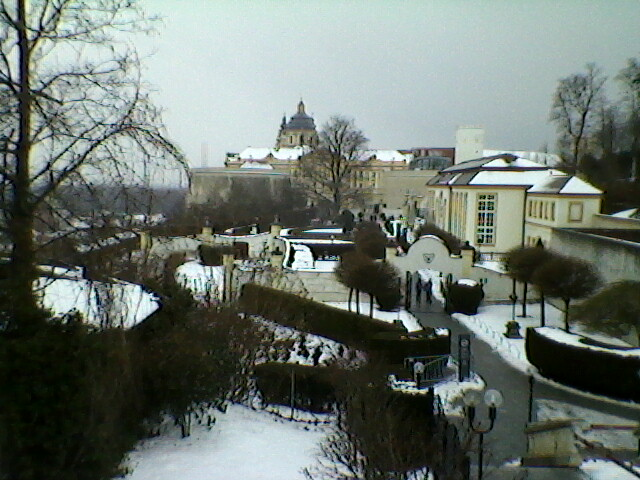
Het wandelpad voor de abdij van Melk
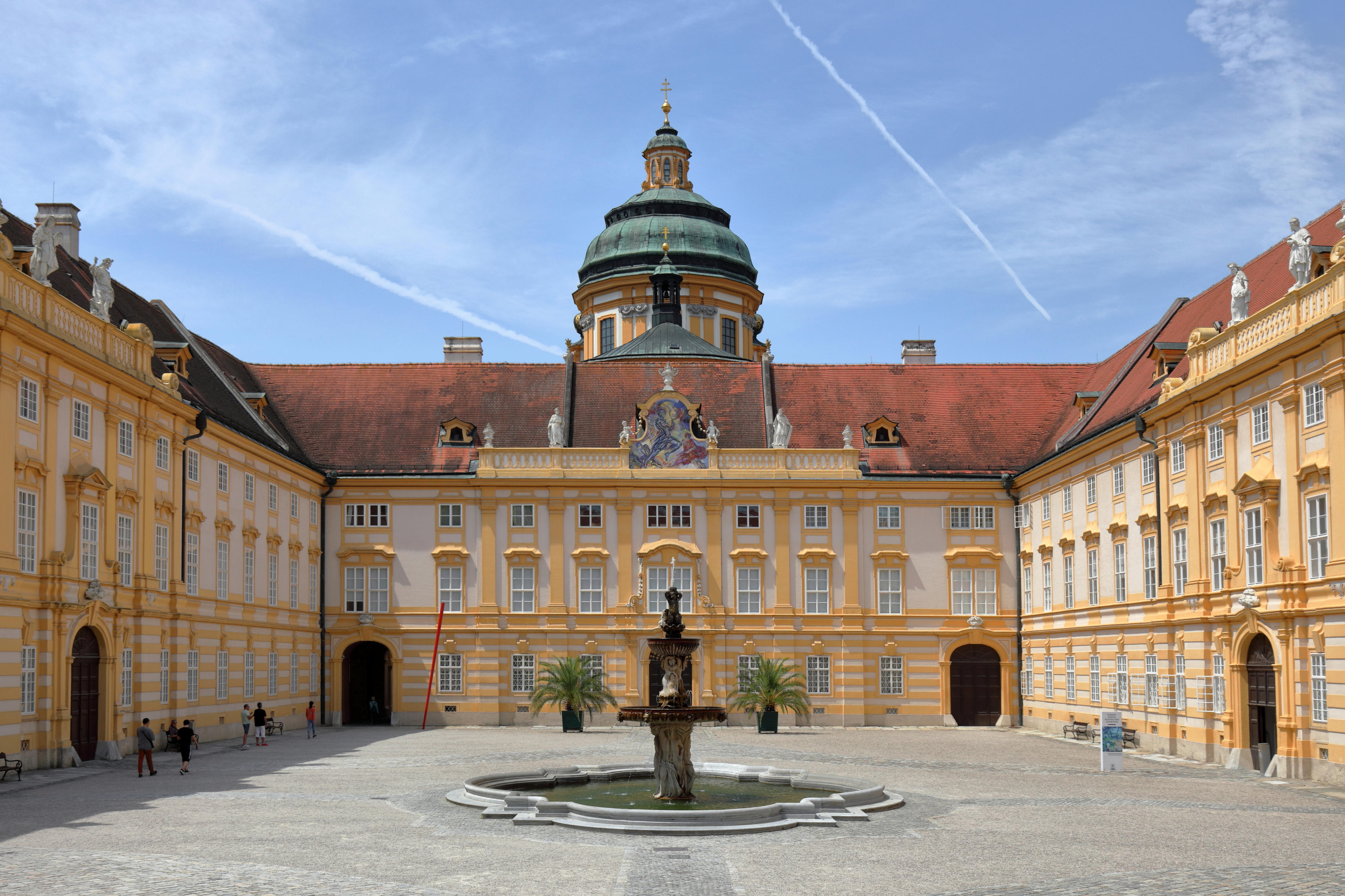
Prälatenhof, het grootste hofje van de abdij van Melk
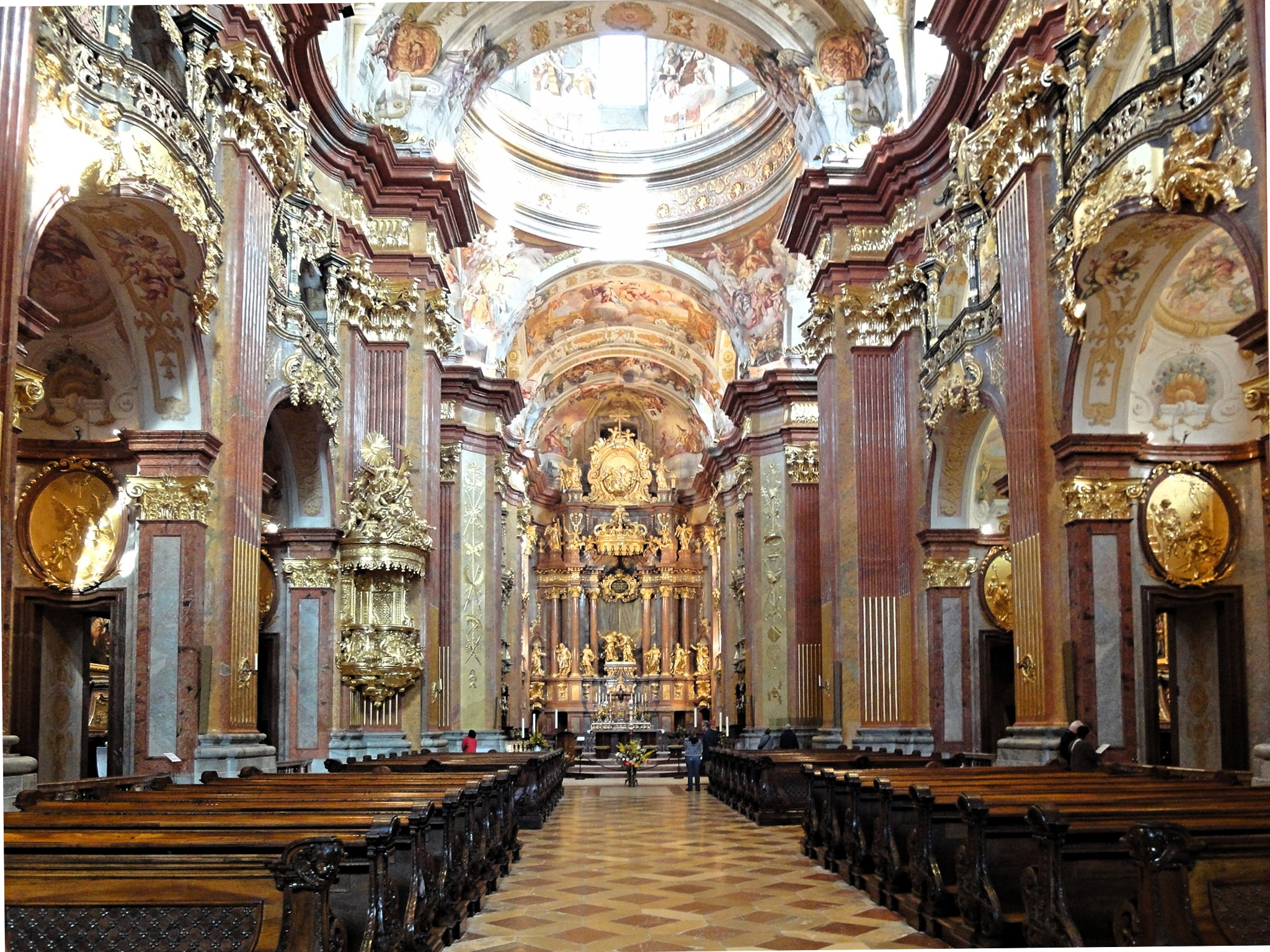
Abdijkerk van binnen

## Trivia
In de roman De naam van de roos van Umberto Eco is de abdij de thuisbasis van Adson van Melk, de verteller.